# Голенсько
Голенсько (пол. Goleńsko) — село в Польщі, у гміні Хонсно Ловицького повіту Лодзинського воєводства.
Населення — 325 осіб (2011).
У 1975-1998 роках село належало до Скерневицького воєводства.

## Демографія
Демографічна структура станом на 31 березня 2011 року:
|          | Загалом | Допрацездатний вік | Працездатний вік | Постпрацездатний вік |
| -------- | ------- | ------------------ | ---------------- | -------------------- |
| Чоловіки | 156     | 23                 | 117              | 16                   |
| Жінки    | 169     | 29                 | 102              | 38                   |
| Разом    | 325     | 52                 | 219              | 54                   |